# Tomás de Kempis
Tomás de Kempis, também conhecido como Tomás de Kempen, Thomas Hemerken, Thomas à Kempis ou Thomas von Kempen (Kempen, Renânia, 1379 ou 1380 – Zwolle, 25 de julho de 1471) foi um monge católico, da Ordem de Sto. Agostinho. Escritor místico alemão, autor do clássico livro de espiritualidade A Imitação de Cristo.

## Biografia
Tomás de Kempis nasceu em 1380, em Kempen, na Renânia do Norte (perto de Colónia) e faleceu a 24 de julho de 1471, no Mosteiro de Santa Inês.

Aos 12 anos, foi estudar para a escola de Deventer, na Holanda. Durante os seus estudos em Humanidades, Tomás de Kempis revelou muito talento na transcrição de manuscritos. Concluída a sua formação, em 1399, o jovem foi admitido no grupo Irmãos Regulares da vida em Comum que, ainda sem instalações definitivas, viviam no Monte de Santa Inês (ou St. Agnès), perto de Zwolle, na Holanda, onde o seu irmão era prior. Sob a direção do prior Florêncio Radewijn, Tomás de Kempis iniciou uma vida de pobreza, castidade, devoção e obediência, em comunidade, tendo feito votos de noviço apenas em 1406 e, sido ordenado padre em 1413, um ano depois de ter sido edificada a igreja daquela comunidade religiosa. Mais tarde, foi eleito subprior, mas devido a um exílio da comunidade, entre 1429 e 1432, Tomás de Kempis exerceu durante pouco tempo essa função. Durante esse período, esteve com o irmão num convento perto da cidade holandesa de Arnhem, o qual falecera em novembro de 1432. De regresso ao Monte de Santa Inês, Tomás de Kempis foi reeleito subprior, em 1448, permanecendo nessas funções até ao final da sua vida.

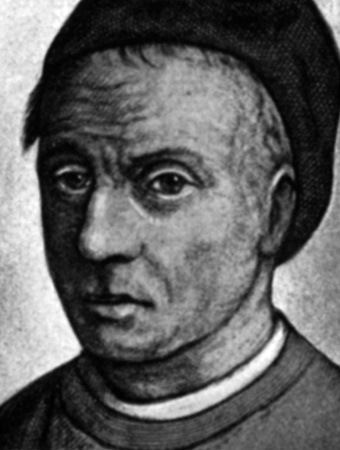
Thomas von Kempen (Tomás de Kempis)

Tomás de Kempis produziu cerca de quarenta obras representantes da literatura devocional moderna. Destaca-se o seu livro mais célebre, Imitação de Cristo, composto por quatro volumes, no qual apela a uma vida seguida no exemplo de Cristo, valorizando a comunhão como forma de reforçar a fé.